# Cymodusopsis nigricincta
Cymodusopsis nigricincta är en stekelart som beskrevs av Sanborne 1986. Cymodusopsis nigricincta ingår i släktet Cymodusopsis och familjen brokparasitsteklar. Utöver nominatformen finns också underarten C. n. novomexicana.